# 甲塚古墳 (いわき市)
甲塚古墳（かぶとづかこふん）は、福島県いわき市平荒田目にある円墳である。1923年3月7日に国の史跡に指定されている。
夏井川河口近くの平地に造られた円墳で、直径37m、高さ8.2mを測る。円墳としては形が整っており、保存状態も良い。未調査のため内部構造や築造年代は明らかで無いが、周辺の古墳との比較から、6世紀後半から7世紀後半にかけて造られたと推定される。
付近には奈良時代の廃寺跡や延喜式内社大國魂神社があり、古代磐城地方の政治・文化の中心地であったことを想定させるものがある。

## 関連事項
- 日本の古墳一覧#福島県
- 北海道・東北地方の史跡一覧
- 福島県道229号甲塚古墳線